# 5-MAPDI
5-MAPDI (también conocido como indanilmetilaminopropano o IMP) es un derivado de anfetamina entactogénico que está relacionado estructuralmente con MDMA así como con derivados de dihidrobenzofurano como 5-MAPDB y 6-MAPDB, y se ha vendido como fármaco de diseño. Según se informa, se ha vendido en sitios web del mercado gris desde alrededor de 2014, aunque la primera identificación definitiva no se realizó hasta septiembre de 2016 por un laboratorio forense en Eslovenia.